# Голіцин Сергій Павлович
Князь Сергій Павлович Голіцин (1815–1888) — чернігівський губернатор, дійсний статський радник та генерал-лейтенант (1878).

## Біографія
Син князя П. О. Голіцина, онук графа С. П. Румянцева, спадкоємець рум'янцівського родового маєтку Троїцьке-Кайнарджі. Названий на честь діда. Народився у Санкт-Петербурзі 13 (25) серпня 1815 року, охрещений 24 серпня 1815 в Симеонівській церкві при сприйнятті графа М. П. Рум'янцева та графині дівчини П. н. Головіною.
Навчався у школі гвардійських підпрапорщиків разом із М. Ю. Лермонтовим. Служив ад'ютантом 2-ї гвардійської піхотної дивізії, якою командував спадкоємець, майбутній імператор Олександр II. В 1848 вийшов у відставку в чині капітана.

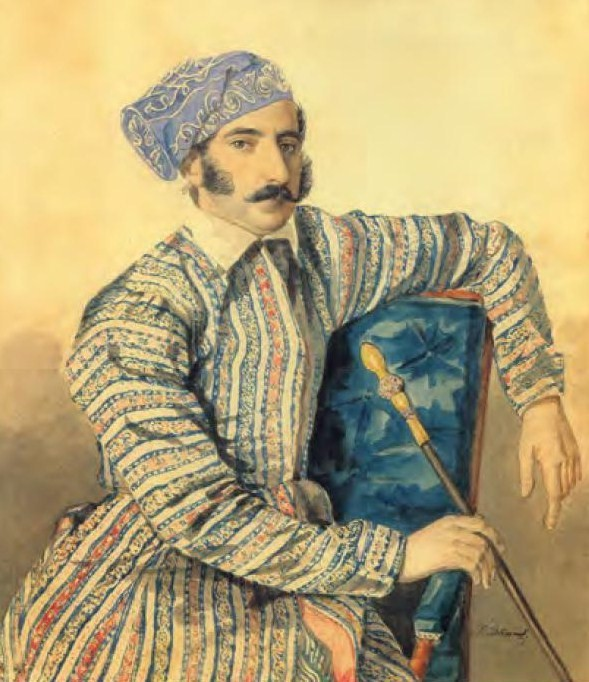
Князь С. П. Голіцин

У 1854—1858 роки жив за кордоном, будучи зарахований до місії в Штутгарті. Там Голіцин, «людина цікава і собі на умі», був «головним фактотумом у великої княгині Ольги Миколаївни».
У 1862—1870 роки очолював Чернігівську губернію. Відповідав за проведення у цих краях реформ селянської, судової та земської. Не дуже зручний вибір світових посередників Голіцин компенсував наполегливим, але тактовним відстоюванням селянських інтересів. В 1863 він був зроблений в дійсні статські радники, в цьому ж році отримав звання камергера; 30 серпня 1868 року був перейменований на генерал-майори; з 30 серпня 1874 — генерал-ад'ютант, 16 квітня 1878 проведений в генерал-лейтенанти і призначений членом Головного військово-шпитального комітету.
Помер 2 (14) лютого 1888 року і був похований у сімейній усипальниці на території некрополя садиби Троїцьке-Кайнарджі.
За відгуком А. М. Лазаревського, Голіцин був «безумовно людина чесна і добра, а до того ж безсрібник. Йому безсумнівно належала заслуга невинного більш-менш дозволу у Чернігівській губернії селянської справи. Він дав у губернії той тон, якого слухали та якому вторили посередники, бачачи, що тон дається наполегливий».

## Сім'я

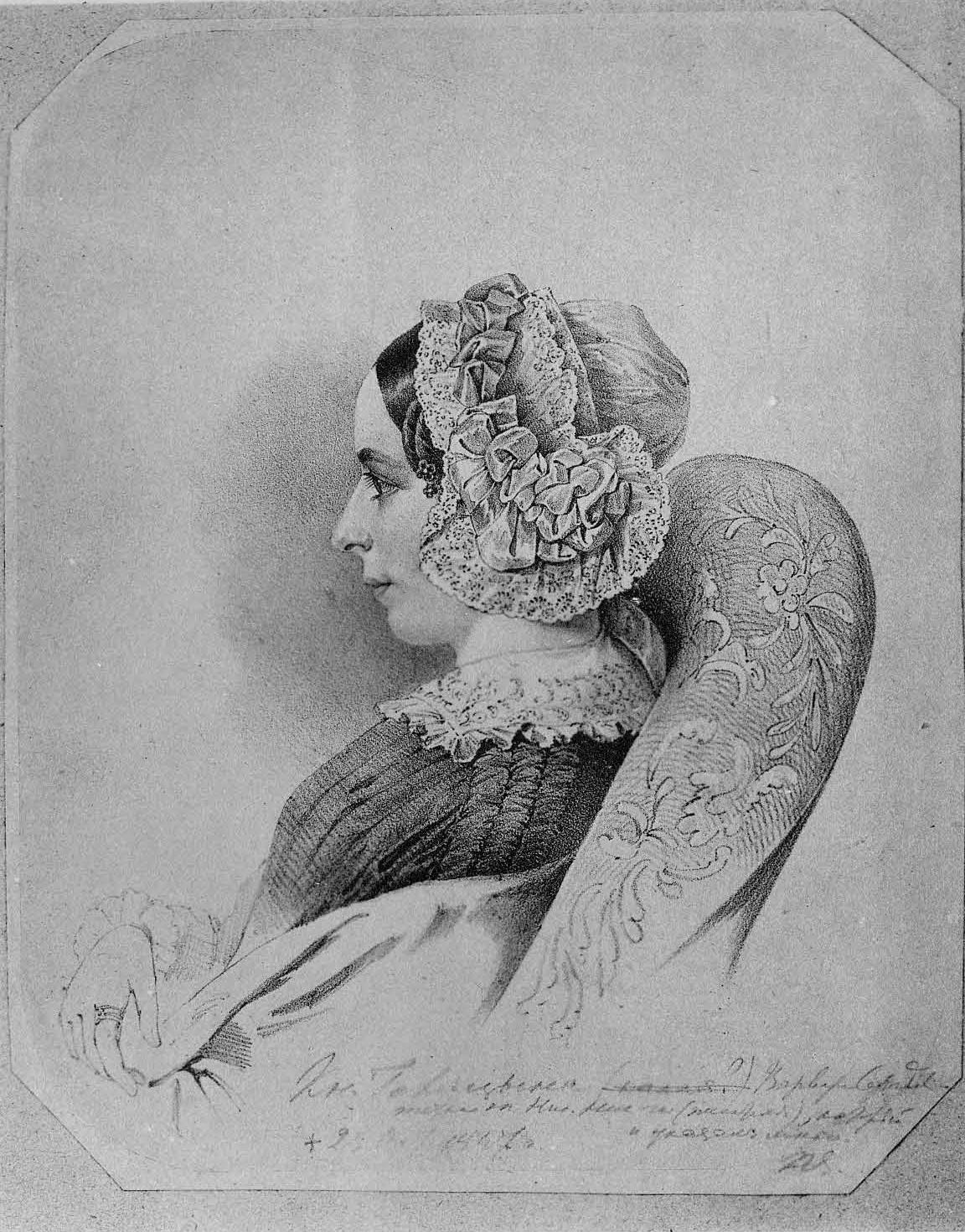
Любов Петрівна Голіцина

Дружина (з 05 лютого 1837 року) — графиня Любов Петрівна Апраксина (13.03.1819-14.06.1882), фрейліна двору (1836), дочка графа Петра Івановича Апраксина (1784—1852) від його шлюбу з Єлі. На відгук сучасників, молода графиня Апраксина «була зіркою московського суспільства, вона полонила і вражала всіх блиском надзвичайної своєї краси і чудовими очима». Будучи безмірно добра, вона мала ще й неабиякий розум. Живучи в 1850-х роках за болючим своїм становищем з чоловіком у Штутгарті, княгиня Голіцина здобула сердечну приязнь королеви Ольги Миколаївни, яка часто відпочивала в її суспільстві, і користувалася її дружнім прихильністю і потім. Похована у сімейному усипальниці на території некрополя садиби Троїцьке-Кайнарджі.
Діти:
- Варвара (08.12.1837[7] -1897), охрещена 25 грудня 1837 в Симеонівській церкві при сприйнятті графа С. П. Румянцева і бабусі В. С. Голіцин; Фрейліна двору, перший чоловік (з 1858) Олексій Сергійович Муханов, син від цього шлюбу Олексій. Другий чоловік (з 1868) князь Андрій Олександрович Лівен.
- Ольга (26.08.1839[8] -1919), охрещена 14 вересня 1839 в Симеонівській церкві при сприйнятті діда князя П. А. Голіцина і тітки В. П. Шереметєвої; дружина Федора Миколайовича Рюміна (1835—1889).
- Любов (1841—1910), фрейліна, дружина генерала Олександра Олексійовича Свічіна (1823—1896).
- Микола (1848—1922), останній власник садиби Троїцьке-Кайнарджі.